# Pheressaces cycnoptera
Pheressaces cycnoptera är en fjärilsart som beskrevs av Oswald Beltram Lower 1894. Pheressaces cycnoptera ingår i släktet Pheressaces och familjen tandspinnare. Inga underarter finns listade i Catalogue of Life.